# Bramstedtlund
Bramstedtlund (dänisch Bramstedlund, niederdeutsch: Braamsteedlund) ist eine Gemeinde an der deutsch-dänischen Grenze im Kreis Nordfriesland in Schleswig-Holstein.

## Geografie

### Geografische Lage
Das Gemeindegebiet von Bramstedtlund erstreckt sich direkt entlang der Deutsch-dänischen Grenze westlich von Flensburg im Naturraum Lecker Geest, einem Teilraum der Schleswigschen Geest.

### Gemeindegliederung
Neben dem Dorf gleichen Namens befinden sich auch der Einzelhof Gassebro, das Streusiedlungsgebiet Bramstedtfeld und anteilig die Gruppensiedlung Neupepersmark im Gemeindegebiet.

### Nachbargemeinden
An das Gemeindegebiet von Bramstedtlund grenzen unmittelbar:
|          | Kommune Apenrade (Dänemark)                 |                                    |
| Ladelund | Kompassrose, die auf Nachbargemeinden zeigt | Weesby (Kreis Schleswig-Flensburg) |
|          |                                             | Holt (Kreis Schleswig-Flensburg)   |

## Geschichte
Der Ort wurde 1492 erstmals erwähnt. In der moorigen Gegend wurde Torf insbesondere zur Energetischen Nutzung gestochen.
Während der Zugehörigkeit zum Herzogtum Schleswig im Dänischen Gesamtstaat war der Ort, damals noch unter dem Namen Bramstedt, administrativ dem Kirchspiel Ladelund (dänisch Ladelund Sogn) zugeordnet. Diese war Teil der Karrharde (dänisch Kær Herred) in den Ämtern und Harden in Schleswig.
Im Jahr 1873, als Teil der Provinz Schleswig-Holstein im Deutschen Reich, wurde die Gemeinde nach Ladelund eingegliedert. Dies überdauerte bis zum Jahr 1954, als die beiden Ortsteile Bramstedt und Bramstedtfeld gemeinsam als Bramstedtlund wieder selbständig wurden.

## Politik

### Gemeindevertretung
Alle in der Gemeinde bei der Gemeindewahl 2023 zur Wahl stehenden Kandidaten waren Angehörige der Wählergruppe A.W.B. (Alte Wählergruppe Bramstedtlund). Die Gemeindevertretung wird in der Wahlperiode 2023–2028 ausschließlich durch Angehörige der genannten Wählergruppe gebildet. Die Wahlbeteiligung lag dieses Mal bei 59,3 Prozent.

### Wappen
Blasonierung: „Geteilt. Oben in Blau ein goldenes gleichschenkliges Dreieck, belegt mit zwei schräggekreuzten schwarzverkohlten Ästen und an der Spitze bedeckt mit dicken silbernen Wolken (rauchender Kohlenmeiler). Unten von Silber und Blau elfmal schräglinksgeteilt und drei goldene Pflugeisen in der Stellung 2 : 1.“

## Wirtschaft und Infrastruktur
Das Wirtschaftsleben in Bramstedtlund ist maßgeblich durch die Standortfunktion von mittlerweile nur noch einer Bundeswehreinrichtung, ansonsten auch durch die landwirtschaftliche Urproduktion geprägt.
Einzig verbliebener Bundeswehrstandort im Ort ist die Aufklärungsstellung Bramstedtlund des Bataillons Elektronische Kampfführung 911 (EloKaBtl 911). Sie geht zurück auf die ab dem Jahr 1989 unter dem Tarnnamen „Kastagnette“ durch den ehemaligen Luft- und Raumfahrtkonzern Daimler-Benz Aerospace errichtete Kurzwellen-Großpeil- und Erfassungsanlage. In Bramstedtlund wurde der Erfassungsbetrieb am 15. März 1995 aufgenommen und im Jahr 1996 offiziell an den Marinefernmeldesektor 71 der Bundeswehr übergeben. Auffälligstes Merkmal der Anlage ist die Wullenwever-Antenne (Kreisgruppenantenne) mit einem äußeren Durchmesser von 410 Metern auf beiden Seiten der Gemeindegrenze nach Ladelund. Seit einer Umstrukturierung im März 2002 wurde die Einrichtung zur Militärischen Aufklärung vom Fernmeldeaufklärungsabschnitt 911 betrieben. Nachdem letzterer im Rahmen der Neuausrichtung der Bundeswehr und der damit einhergehenden Auflösung des Fernmeldebereichs 91 zum 31. März 2013 außer Dienst gestellt wurde, liegt der Betrieb der Anlage nunmehr in der Zuständigkeit des neu aufgestellten EloKaBtl 911. Zu den Nutzern zählt u. a. die Bundesstelle für Fernmeldestatistik (BFSt, Tarnbezeichnung für Liegenschaften der Abteilung Technische Aufklärung des Bundesnachrichtendienstes).
Zweiter Bundeswehrstandort im Gemeindegebiet war ein an der Bramstedtlunder Straße ansässiges Sanitätsmateriallager, welches zuletzt als externer Standort zum Materialdepot Wilhelmshaven gehörte. Die Liegenschaft wurde vor dem 16. Februar 2017 an ein privates Wirtschaftsunternehmen verkauft. Dieses Unternehmen siedelt sich am Standort zum Zwecke der Produktion und Vermarktung (Vermietung von Holzhütten für Märkte und andere Großveranstaltungen) an. Die Aufgabe des Standortes als Liegenschaft der Bundeswehr war Bestandteil des Stationierungskonzeptes 2011, wonach an diesem Standort die Zahl der Dienstposten von zuvor 80 auf dann nur noch 8 verringern werden sollte. Es sollte im ersten Quartal 2017 vollständig geschlossen werden. Seit 1. März 2010 wurden die zugehörigen Gebäude mit der Heizenergie aus der Abwärme einer landwirtschaftlichen Biogasanlage versorgt.
Das unternehmensbezogene Branchenverzeichnis auf der gemeindlichen Website führt auch ein paar im Ort ansässige selbständige Handwerksbetriebe auf.

## Verkehr
Die Anbindung der Gemeinde im Motorisierten Individualverkehr erfolgt über zwei Landesstraßen. Im Detail handelt es sich um die durch die Dorflage von Bramstedtlund verlaufende L 1 zwischen Süderlügum und Wallsbüll und die L 192. Letztgenannte verläuft als benannte Grenzstraße in Ost-West-Richtung durchs nördliche Gemeindegebiet.
Im Öffentlichen Personennahverkehr wird seit August 2019 der Bürgerbus Ladelund und an Wochenendtagen eine Rufbus-Verbindung im Rufbusgebiet Ladelund angeboten.